# ماريت بولسن
ماريت بولسن (بالسويدية: Marit Paulsen)‏ (و. 1939  م) هي سياسية، وكاتِبة سويدية، ولدت في أوسلو، حزب الشعب الليبرالي، وحزب العمال الديمقراطي الاشتراكي السويدي.

## مناصب
تولت منصب عضو في البرلمان الأوروبي (1 يوليو 2014–29 سبتمبر 2015)
- عضو في البرلمان الأوروبي (14 يوليو 2009–30 يونيو 2014)[3]
- عضو في البرلمان الأوروبي (20 يوليو 1999–19 يوليو 2004).[3]